# Distretto di Hongqiao
Il distretto di Hongqiao (cinese semplificato: 红桥区; cinese tradizionale: 紅橋區; mandarino pinyin: Hóngqiáo Qū) è un distretto di Tientsin. Ha una superficie di 21,31 km² e una popolazione di 561.600 abitanti al 2004.